# III liga polska w piłce nożnej (2014/2015)/Grupa I (pomorsko-zachodniopomorska)
III liga, grupa pomorsko-zachodniopomorska, sezon 2014/2015 – 7. edycja rozgrywek czwartego poziomu ligowego piłki nożnej mężczyzn w Polsce po reorganizacji lig w 2008 roku. Brało w niej udział 16 drużyn z województwa pomorskiego i województwa zachodniopomorskiego. Najlepsza drużyna zagrała o baraże do II ligi. Ostatnie 4 zespoły spadły odpowiednio do grup: pomorskiej i zachodniopomorskiej IV ligi. Opiekunem ligi był Pomorski Związek Piłki Nożnej.
Sezon ligowy rozpoczął się w 9 sierpnia 2014 roku, a ostatnie mecze rozegrane zostały 7 czerwca 2015 roku.

## Zasady rozgrywek
Zmagania w lidze toczyły się systemem kołowym w dwóch rundach – jesiennej i wiosennej. Drużyny, które po zakończeniu rozgrywek zajęły w tabeli 4 ostatnie miejsca, spadły do właściwej terytorialnie IV ligi.
Drużyna, które zrezygnowała z uczestnictwa w rozgrywkach, degradowana została o 2 klasy rozgrywkowe i przenoszona na ostatnie miejsce w tabeli (jeśli rozegrała przynajmniej 50% spotkań sezonu; wtedy mecze nierozegrane weryfikowane są jako walkowery 0:3 na niekorzyść drużyny wycofanej) lub jej wyniki zostały anulowane. Z rozgrywek eliminowana – i również degradowana o 2 klasy rozgrywkowe – była drużyna, która nie rozegrała z własnej winy 3 spotkań sezonu.
Kolejność w tabeli ustalało się według liczby zdobytych punktów. W przypadku uzyskania równej ilości punktów przez dwie drużyny, o zajętym miejscu decydowały:
a) liczba zdobytych punktów w spotkaniach bezpośrednich,
b) korzystniejsza różnica między zdobytymi i utraconymi bramkami w spotkaniach bezpośrednich,
c) przy uwzględnieniu reguły UEFA, że bramki strzelone na wyjeździe liczone są podwójnie, korzystniejsza różnica między zdobytymi i utraconymi bramkami w spotkaniach bezpośrednich,
d) korzystniejsza różnica bramek we wszystkich spotkaniach z całego cyklu rozgrywek,
e) większa liczba bramek zdobytych we wszystkich spotkaniach z całego cyklu.
W przypadku, gdy dwoma zespołami o jednakowej liczbie punktów byłyby zespoły, których kolejność decyduje o awansie lub spadku, miały zastosowanie wyłącznie zasady określone w punktach a, b i c, a jeżeli one nie rozstrzygnęłyby kolejności, miało się odbyć dodatkowe spotkanie barażowe na neutralnym boisku, wyznaczonym przez Wydział Gier PZPN.
| Uczestnicy sezonu 2013/2014 | Uczestnicy sezonu 2013/2014 | Uczestnicy sezonu 2013/2014 | Uczestnicy sezonu 2013/2014 |
| --------------------------- | --------------------------- | --------------------------- | --------------------------- |
| BAK                         | Bałtyk Koszalin             | 2                           |                             |
| GWK                         | Gwardia Koszalin            | 3                           |                             |
| BAŁ                         | Bałtyk Gdynia               | 4                           |                             |
| CAR                         | Cartusia Kartuzy            | 5                           |                             |
| DDP                         | Drawa Drawsko Pomorskie     | 6                           |                             |
| PO2                         | Pogoń II Szczecin           | 7                           |                             |
| KAS                         | Kaszubia Kościerzyna        | 8                           |                             |
| AR2                         | Arka II Gdynia              | 9                           |                             |
| LG2                         | Lechia II Gdańsk            | 10                          |                             |
| LEM                         | Leśnik Manowo               | 11                          |                             |
| PPO                         | Pomorze Potęgowo            | 121                         |                             |
| CHP                         | Chemik Police               | 13                          |                             |

| Spadek z II ligi zachodniej 2013/2014 | Spadek z II ligi zachodniej 2013/2014 | Spadek z II ligi zachodniej 2013/2014 | Spadek z II ligi zachodniej 2013/2014 |
| ------------------------------------- | ------------------------------------- | ------------------------------------- | ------------------------------------- |
| GRW                                   | Gryf Wejherowo                        | 11                                    |                                       |
| Awans z IV ligi 2013/2014             |                                       |                                       |                                       |
| grupa pomorska                        |                                       |                                       |                                       |
| PRZ                                   | GKS Przodkowo                         | 1                                     |                                       |
| CHW                                   | KS Chwaszczyno                        | 2                                     |                                       |
| grupa zachodniopomorska               |                                       |                                       |                                       |
| AST                                   | Astra Ustronie Morskie                | 1                                     |                                       |
| DYG                                   | Rasel Dygowo                          | 2                                     |                                       |

Objaśnienia:
1. Pomorze Potęgowo nie otrzymało licencji na nowy sezon, w związku z czym dodatkowo utrzymał się Chemik Police[3].

### Tabela
| Lp. | Drużyna                    | M  | Z  | R  | P  | Bramki | Bramki | Różn. | Pkt | Uwagi             | Bezpośrednio |
| --- | -------------------------- | -- | -- | -- | -- | ------ | ------ | ----- | --- | ----------------- | ------------ |
| 1   | Gryf Wejherowo (M) (A)     | 30 | 21 | 5  | 4  | 75     | 29     | +46   | 68  | Baraże o II ligę  |              |
| 2   | Lechia II Gdańsk           | 30 | 16 | 10 | 4  | 63     | 33     | +30   | 58  |                   |              |
| 3   | Gwardia Koszalin           | 30 | 17 | 5  | 8  | 43     | 29     | +14   | 56  |                   |              |
| 4   | Kaszubia Kościerzyna       | 30 | 17 | 5  | 8  | 55     | 36     | +19   | 56  |                   |              |
| 5   | Chemik Police              | 30 | 15 | 5  | 10 | 31     | 30     | +1    | 50  |                   |              |
| 6   | Drawa Drawsko Pomorskie    | 30 | 14 | 4  | 12 | 35     | 39     | −4    | 46  |                   |              |
| 7   | Bałtyk Gdynia              | 30 | 12 | 9  | 9  | 46     | 36     | +10   | 45  |                   |              |
| 8   | Cartusia Kartuzy           | 30 | 12 | 6  | 12 | 45     | 44     | +1    | 42  |                   |              |
| 9   | GKS Przodkowo              | 30 | 11 | 8  | 11 | 48     | 45     | +3    | 41  |                   |              |
| 10  | Pogoń II Szczecin          | 30 | 11 | 6  | 13 | 38     | 39     | −1    | 39  |                   |              |
| 11  | Arka II Gdynia             | 30 | 11 | 6  | 13 | 41     | 36     | +5    | 39  |                   |              |
| 12  | KS Chwaszczyno             | 30 | 8  | 8  | 14 | 28     | 42     | −14   | 32  |                   |              |
| 13  | Bałtyk Koszalin            | 30 | 7  | 10 | 13 | 35     | 45     | −10   | 31  |                   |              |
| 14  | Rasel Dygowo (S)           | 30 | 6  | 6  | 18 | 31     | 52     | −21   | 24  | Spadek do IV ligi |              |
| 15  | Leśnik Manowo (S)          | 30 | 6  | 5  | 19 | 28     | 57     | −29   | 23  | Spadek do IV ligi |              |
| 16  | Astra Ustronie Morskie (S) | 30 | 4  | 6  | 20 | 31     | 81     | −50   | 18  | Spadek do IV ligi |              |

### Wyniki
| Gospodarz \ Gość        | AR2 | AST | BAŁ | BAK | CAR | CHP | DDP | PRZ | GRW | GWK | KAS | CHW | LG2 | LEM | PO2 | DYG |
| Arka II Gdynia          |     | 4:0 | 1:2 | 2:0 | 2:0 | 2:0 | 2:3 | 3:2 | 0:2 | 0:2 | 1:1 | 1:1 | 0:0 | 0:2 | 0:1 | 1:4 |
| Astra Ustronie Morskie  | 2:4 |     | 0:7 | 3:1 | 4:4 | 0:1 | 0:4 | 1:2 | 0:4 | 0:4 | 2:4 | 0:1 | 1:0 | 0:2 | 1:1 | 3:1 |
| Bałtyk Gdynia           | 1:1 | 1:1 |     | 4:1 | 4:1 | 1:1 | 2:0 | 7:1 | 1:1 | 0:1 | 1:0 | 1:0 | 1:1 | 0:0 | 1:1 | 1:1 |
| Bałtyk Koszalin         | 2:1 | 4:0 | 2:0 |     | 2:5 | 0:0 | 0:0 | 1:1 | 4:4 | 1:0 | 0:1 | 0:0 | 2:2 | 2:2 | 2:0 | 0:1 |
| Cartusia Kartuzy        | 2:3 | 2:0 | 0:1 | 1:0 |     | 1:1 | 0:1 | 1:0 | 0:2 | 0:1 | 2:0 | 2:2 | 1:2 | 6:2 | 1:0 | 3:3 |
| Chemik Police           | 2:1 | 2:0 | 2:0 | 1:0 | 0:2 |     | 1:0 | 0:3 | 0:2 | 0:3 | 1:3 | 2:0 | 1:1 | 3:1 | 3:1 | 1:0 |
| Drawa Drawsko Pomorskie | 1:0 | 1:1 | 1:2 | 3:3 | 1:1 | 0:1 |     | 3:1 | 0:1 | 1:0 | 0:2 | 1:0 | 2:0 | 1:0 | 2:1 | 1:0 |
| GKS Przodkowo           | 1:1 | 2:1 | 5:1 | 2:0 | 0:2 | 0:0 | 4:0 |     | 1:2 | 0:1 | 1:3 | 1:1 | 2:2 | 0:1 | 2:1 | 2:0 |
| Gryf Wejherowo          | 1:0 | 4:1 | 3:1 | 2:0 | 1:2 | 1:0 | 2:1 | 3:3 |     | 4:0 | 0:1 | 7:1 | 1:3 | 2:0 | 5:2 | 4:0 |
| Gwardia Koszalin        | 1:3 | 3:1 | 1:1 | 1:1 | 1:1 | 1:0 | 3:1 | 1:2 | 1:5 |     | 3:1 | 2:0 | 1:1 | 3:1 | 1:0 | 2:0 |
| Kaszubia Kościerzyna    | 2:1 | 3:5 | 2:0 | 0:3 | 2:1 | 4:1 | 5:0 | 1:1 | 1:2 | 0:1 |     | 0:0 | 1:2 | 3:0 | 5:4 | 2:0 |
| KS Chwaszczyno          | 0:3 | 5:0 | 1:0 | 1:3 | 1:0 | 0:3 | 0:1 | 0:3 | 2:0 | 0:1 | 1:1 |     | 1:1 | 0:0 | 0:1 | 1:0 |
| Lechia II Gdańsk        | 0:1 | 4:1 | 4:0 | 1:0 | 5:0 | 3:1 | 3:2 | 2:1 | 3:3 | 1:0 | 2:2 | 3:1 |     | 5:1 | 1:2 | 4:0 |
| Leśnik Manowo           | 1:0 | 2:2 | 0:1 | 3:0 | 0:2 | 0:1 | 2:3 | 3:1 | 0:5 | 1:2 | 0:1 | 1:3 | 1:3 |     | 0:0 | 0:1 |
| Pogoń II Szczecin       | 0:0 | 3:0 | 2:1 | 1:1 | 2:0 | 0:1 | 2:0 | 2:2 | 0:1 | 1:0 | 0:1 | 1:4 | 2:3 | 2:1 |     | 2:0 |
| Rasel Dygowo            | 0:3 | 1:1 | 1:3 | 3:0 | 1:2 | 0:1 | 0:1 | 1:2 | 1:1 | 2:2 | 1:3 | 3:1 | 1:1 | 5:1 | 0:3 |     |

Źródło: 90minut.pl (pol.)
Objaśnienia:
1Drużyna gospodarzy jest wymieniona po lewej stronie tabeli.
Kolory: zielony – zwycięstwo gospodarzy, żółty – remis, różowy – zwycięstwo gości.

Kwalifikacja do baraży o II ligę: Gryf Wejherowo
Spadek do IV ligi: Bałtyk Koszalin, Rasel Dygowo, Leśnik Manowo, Astra Ustronie Morskie 

## Baraże o II ligę
| 13 czerwca 2015 15:00 | Formacja Port 2000 Mostki | 0:3 wo. | Gryf Wejherowo |  |
|                       |                           |         |                |  |

| 17 czerwca 2015 17:00 | Gryf Wejherowo | 3:0 wo. | Formacja Port 2000 Mostki |  |
|                       |                |         |                           |  |

Awans do II ligi : Gryf Wejherowo